# Municipio de Reveilee
El municipio de Reveilee (en inglés: Reveilee Township) es un municipio ubicado en el condado de Logan en el estado estadounidense de Arkansas. En el año 2010 tenía una población de 1462 habitantes y una densidad poblacional de 16,82 personas por km².

## Geografía
El municipio de Reveilee se encuentra ubicado en las coordenadas 35°10′27″N 93°46′37″O / 35.17417, -93.77694. Según la Oficina del Censo de los Estados Unidos, el municipio tiene una superficie total de 86.91 km², de la cual 86,5 km² corresponden a tierra firme y (0,48 %) 0,41 km² es agua.

## Demografía
Según el censo de 2010, había 1462 personas residiendo en el municipio de Reveilee. La densidad de población era de 16,82 hab./km². De los 1462 habitantes, el municipio de Reveilee estaba compuesto por el 95,35 % blancos, el 0,21 % eran afroamericanos, el 1,16 % eran amerindios, el 1,44 % eran asiáticos, el 0,68 % eran de otras razas y el 1,16 % eran de una mezcla de razas. Del total de la población el 1,37 % eran hispanos o latinos de cualquier raza.